# ペイン石
ペイン石(Painite、ペイナイト)は、非常に希少なホウ酸塩鉱物である。イギリスの鉱物学者、宝石商であったアーサー・C・D・ペインがミャンマーで初めて発見したが、1950年代に新しい宝石として発見されるまで、彼はルビーと誤同定していた。新しい鉱物種と確定した際に、発見者に因んで命名された。その希少性のため、カラットあたり5万から6万ドルで取引される。
カルシウム、ジルコニウム、ホウ素、アルミニウム、酸素を含み、化学式は(CaZrAl9O15(BO3))である。また、痕跡量のクロム、バナジウムも含み、これがトパーズに似た橙赤色から茶赤色の原因となっている。その希少性は、ジルコニウムとホウ素は自然界では滅多に相互作用しないことによる。結晶構造は天然では六方格子であるが、自形結晶や直方晶系もとりうる。2004年末時点で、ファセット・カットされた宝石に加工されたのは2つのみであった。

## 発見と発生
ペイン石の産出が知られている数少ない場所であるミャンマーのモゴック周辺では広範な探査が行われ、数千の新しい標本が見つかった。

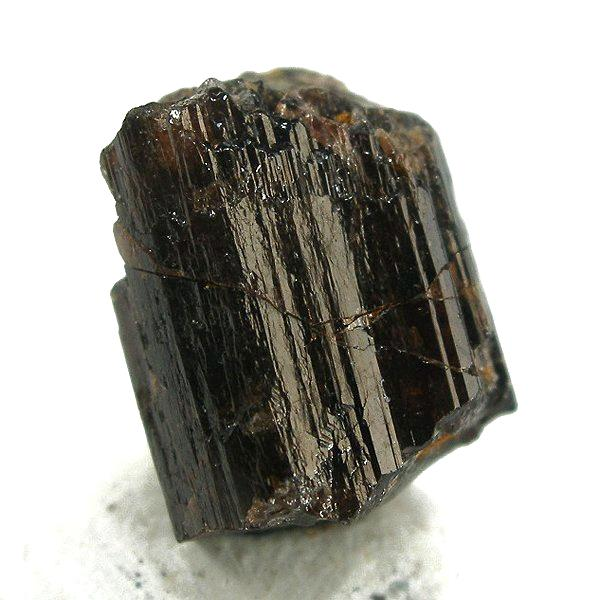
筋のある自形のペイン石結晶（大きさ：0.9×0.8×0.7 cm）
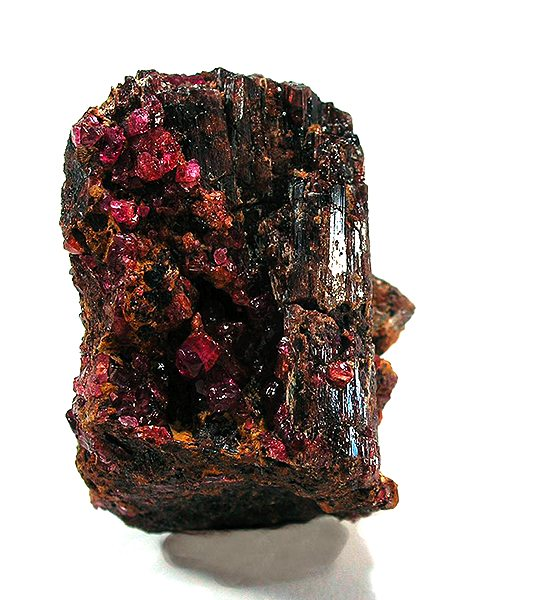
大きなペイン石結晶上のルビー、モゴック産出（大きさ：3.7×3.1×2.3 cm）